# Округ Пуласки (Арканзас)
Округ Пуласки (енгл. Pulaski County) је округ у америчкој савезној држави Арканзас. По попису из 2010. године број становника је 382.748. Седиште округа је град Литл Рок.

## Демографија
Према попису становништва из 2010. у округу је живело 382.748 становника, што је 21.274 (5,9%) становника више него 2000. године.
| Група             | 2000.           | 2010.           |
| Белци             | 227.390 (62,9%) | 211.697 (55,3%) |
| Афроамериканци    | 115.197 (31,9%) | 133.858 (35,0%) |
| Азијати           | 4.510 (1,2%)    | 7.505 (2,0%)    |
| Хиспаноамериканци | 8.816 (2,4%)    | 22.168 (5,8%)   |
| Укупно            | 361.474         | 382.748         |